# Delta (litera)
Delta (dhelta, δελτα, pisana Δδ) – czwarta litera alfabetu greckiego, oznaczającą spółgłoskę zwarto-wybuchową „d”. Współcześnie, w języku nowogreckim jest wymawiana jako głoska międzyzębowa, zbliżona do angielskiego „th” /ð/, jak w wyrazie „the”.

## Użycie jako symbolu

### Δ
- w matematyce oznaczenie wyróżnika funkcji kwadratowej
- w matematyce oznaczenie operatora Laplace’a (laplasjanu)
- w matematyce oznaczenie trójkąta, np. ΔABC
- w fizyce, matematyce i wielu dziedzinach techniki zwyczajowe oznaczenie dla przyrostu funkcji lub zmiennej
- w fizyce cząstek elementarnych – barion Δ
- w chemii – jeden z dwóch typów (obok Λ) helikalności związków o strukturze helisy[2]

### δ
- w matematyce oznaczenie funkcji (a właściwie dystrybucji) zwanej deltą Diraca, często również (podobnie jak epsilon) oznaczenie dowolnie małej liczby rzeczywistej dodatniej δ > 0, stosowane w dowodach twierdzeń
- w fizyce deltą (por. dioptria) oznacza się zdolność zbierającą układu optycznego (soczewki)
- w chemii – przesunięcie chemiczne w spektroskopii NMR
- w geografii oznaczenie delty rzecznej

## Kodowanie
W Unikodzie litera delta jest zakodowana:
| Znak | Unicode | Kod HTML                        | Nazwa unikodowa            | Nazwa polska               |
| ---- | ------- | ------------------------------- | -------------------------- | -------------------------- |
| Δ    | U+0394  | &Delta; lub &#x0394; lub &#916; | GREEK CAPITAL LETTER DELTA | wielka litera grecka delta |
| δ    | U+03B4  | &delta; lub &#x03B4; lub &#948; | GREEK SMALL LETTER DELTA   | mała litera grecka delta   |

W systemie LaTeX używa się znacznika:
| Znak                    | LaTeX  |
| ----------------------- | ------ |
| {\displaystyle \Delta } | \Delta |
| {\displaystyle \delta } | \delta |